# Mickaël Cuisance
Mickaël Cuisance (Strasburgo, 16 agosto 1999) è un calciatore francese, centrocampista dell'Hertha Berlino.

## Caratteristiche tecniche
È una mezzala molto dinamica, con caratteristiche offensive (può giocare anche da trequartista); dotato di una buona tecnica individuale, è abile negli inserimenti e nel tiro da lontano. Mancino di piede, dispone di buon atletismo e visione di gioco. È stato paragonato all'italiano Claudio Marchisio.

## Carriera

### Club

#### Gli inizi
Dopo essere cresciuto nei settori giovanili di squadre come Strasburgo e Nancy, il 9 maggio 2017 viene acquistato dal Borussia Mönchengladbach, con cui firma un contratto di cinque anni. Dopo avere trovato spazio nel corso della prima stagione, nella seconda finisce ai margini.

#### Bayern Monaco e Olympique Marsiglia
Il 18 agosto 2019 passa al Bayern Monaco, legandosi ai bavaresi fino al 2024.
Il 5 ottobre 2020 il club bavarese presta il calciatore all'Olympique Marsiglia. Il giocatore trova spazio in campo sotto la gestione di André Villas-Boas, per poi venire relegato ai margini della squadra con l'arrivo di Jorge Sampaoli.
Tornato al Bayern Monaco alla fine del prestito, colleziona una sola presenza nella prima parte dell'annata 2021-2022.

#### Venezia e prestiti
Il 3 gennaio 2022 viene acquistato a titolo definitivo dal Venezia, in Serie A. Esordisce con i veneti il 9 gennaio, nella partita casalinga persa per 0-3 contro il Milan. Dopo aver chiuso la stagione con la retrocessione dei veneti in Serie B, viene confermato anche tra i cadetti, ed il 21 agosto segna la sua prima rete firmando il momentaneo pareggio in casa del Südtirol, nella partita vinta poi dai lagunari per 2-1.
Il 30 gennaio 2023, viene ceduto in prestito alla Sampdoria fino alla fine della stagione. Esordisce con i blucerchiati il 6 febbraio successivo, subentrando ad inizio ripresa a Tomás Rincón nel successo per 4-0 contro il Sassuolo.
Il 1º settembre 2023 viene ceduto in prestito all'Osnabrück.

#### Hertha Berlino
Il 21 giugno 2024 viene ceduto a titolo definitivo all'Hertha Berlino, con cui sigla un contratto triennale.
Il 3 maggio 2025 rinnova il proprio contratto coi tedeschi sino al 2029.

## Statistiche

### Presenze e reti nei club
Statistiche aggiornate al 18 ottobre 2024.
| Stagione                      | Squadra                       | Campionato                    | Campionato | Campionato | Coppe nazionali | Coppe nazionali | Coppe nazionali | Coppe continentali | Coppe continentali | Coppe continentali | Altre coppe | Altre coppe | Altre coppe | Totale | Totale | Totale |
| Stagione                      | Squadra                       | Comp                          | Pres       | Reti       | Comp            | Pres            | Reti            | Comp               | Pres               | Reti               | Comp        | Pres        | Reti        | Pres   | Reti   |        |
| ----------------------------- | ----------------------------- | ----------------------------- | ---------- | ---------- | --------------- | --------------- | --------------- | ------------------ | ------------------ | ------------------ | ----------- | ----------- | ----------- | ------ | ------ | ------ |
| 2017-2018                     | Borussia M'Gladbach II        | RL                            | 1          | 0          | -               | -               | -               | -                  | -                  | -                  | -           | -           | -           | 1      | 0      |        |
| 2018-2019                     | Borussia M'Gladbach II        | RL                            | 1          | 1          | -               | -               | -               | -                  | -                  | -                  | -           | -           | -           | 1      | 1      |        |
| Totale Borussia M'Gladbach II | Totale Borussia M'Gladbach II | Totale Borussia M'Gladbach II | 2          | 1          |                 | -               | -               |                    | -                  | -                  |             | -           | -           | 2      | 1      |        |
| 2017-2018                     | Borussia M'gladbach           | BL                            | 24         | 0          | CG              | 2               | 0               | -                  | -                  | -                  | -           | -           | -           | 26     | 0      |        |
| 2018-2019                     | Borussia M'gladbach           | BL                            | 11         | 0          | CG              | 2               | 0               |                    | -                  | -                  | -           | -           | -           | 13     | 0      |        |
| Totale Borussia M'Gladbach    | Totale Borussia M'Gladbach    | Totale Borussia M'Gladbach    | 35         | 0          |                 | 4               | 0               |                    | -                  | -                  |             | -           | -           | 39     | 0      |        |
| 2019-2020                     | Bayern Monaco II              | 3L                            | 5          | 2          | -               | -               | -               | -                  | -                  | -                  | -           | -           | -           | 5      | 2      |        |
| 2019-2020                     | Bayern Monaco                 | BL                            | 9          | 1          | CG              | 1               | 0               | UCL                | 0                  | 0                  | SG          | -           | -           | 10     | 1      |        |
| set.-ott. 2020                | Bayern Monaco                 | BL                            | 1          | 0          | CG              | 0               | 0               | UCL                | 0                  | 0                  | SU          | 0           | 0           | 1      | 0      |        |
| ott. 2020-2021                | Olympique Marsiglia           | L1                            | 23         | 2          | CF              | 1               | 0               | UCL                | 6                  | 0                  | SF          | 0           | 0           | 30     | 2      |        |
| 2021-gen. 2022                | Bayern Monaco                 | BL                            | 1          | 0          | CG              | 1               | 1               | UCL                | 0                  | 0                  | SG          | 0           | 0           | 2      | 1      |        |
| Totale Bayern Monaco          | Totale Bayern Monaco          | Totale Bayern Monaco          | 11         | 0          |                 | 2               | 1               |                    | 0                  | 0                  |             | 0           | 0           | 13     | 3      |        |
| gen.-giu. 2022                | Venezia                       | A                             | 12         | 0          | CI              | -               | -               | -                  | -                  | -                  | -           | -           | -           | 12     | 0      |        |
| 2022-gen. 2023                | Venezia                       | B                             | 13         | 2          | CI              | 0               | 0               | -                  | -                  | -                  | -           | -           | -           | 13     | 2      |        |
| Totale Venezia                | Totale Venezia                | Totale Venezia                | 25         | 2          |                 | 0               | 0               |                    | -                  | -                  |             | -           | -           | 25     | 2      |        |
| feb.-giu. 2023                | Sampdoria                     | A                             | 12         | 0          | -               | -               | -               | -                  | -                  | -                  | -           | -           | -           | 12     | 0      |        |
| 2023-2024                     | Osnabrück                     | 2.BL                          | 25         | 3          | -               | -               | -               | -                  | -                  | -                  | -           | -           | -           | 25     | 3      |        |
| 2024-2025                     | Hertha Berlino                | 2.BL                          | 8          | 4          | CG              | -               | -               | -                  | -                  | -                  | -           | -           | -           | 8      | 4      |        |
| Totale carriera               | Totale carriera               | Totale carriera               | 146        | 15         |                 | 7               | 1               |                    | 6                  | 0                  |             | -           | -           | 159    | 16     |        |

## Palmarès

### Club

#### Competizioni nazionali
- Campionato tedesco: 1

Bayern Monaco: 2019-2020
- Coppa di Germania: 1

Bayern Monaco: 2019-2020
- Supercoppa di Germania: 2

Bayern Monaco: 2020, 2021
- 3. Liga: 1

Bayern Monaco II: 2019-2020

#### Competizioni internazionali
- UEFA Champions League: 1

Bayern Monaco: 2019-2020
- Supercoppa UEFA: 1

Bayern Monaco: 2020